# أوليروس (لا كرونيا)
بلدية أوليروس (بالإسبانية: Oleiros)‏، هي إحدى بلديات مقاطعة لا كرونيا إحدى مقاطعات إسبانيا، و التي تقع في منطقة جليقية شمال غرب إسبانيا.
يبلغ عدد سكانها 27.453 نسمة وفقاً لإحصائية سنة (2002).